# Senedu Gebru
Senedu Gebru (amárico: ሰንዱ ገብሩ;Addis Alem, Menagesha, 13 de enero de 1916-20 de abril de 2009) fue una docente, escritora y política etíope. En 1957 se convirtió en la primera mujer de Etiopía elegida para ocupar un sillón en el Parlamento nacional.

## Biografía

### Primeros años de vida
Senedu Gebru nació el 13 de enero de 1916 en Addis Alem, Menagesha, a 30 km al oeste de la capital del país: Adís Abeba. Su padre, Gebru Desta, se formó en Europa y fue escritor, alcalde de Adís Abeba y presidente del Senado por un corto periodo de tiempo. Su madre, Kasaye Yelamtu, fue una etíope cristiana ortodoxa, fe en la que la crio.
Fue educada en la escuela de la Misión Sueca, en Adís Abeba, antes de que la enviaran a Suiza a los doce años junto con su hermana Emahoy Tsegué-Maryam Guèbrou. No se sentía cómoda en ese centro, por lo que la inscribieron en un colegio en Francia, donde aprendió francés e inglés. En estos años descubrió su amor por la literatura y más tarde obtuvo un título sobre la materia en la Universidad de Lausana, en Suiza.

### Regreso a Etiopía
En 1933 regresó a Etiopía y asumió como profesora de teatro en la escuela Qidus Georgis (St. George), en Adís Abeba.
Después de un año en la enseñanza, dejó la capital cuando nombraron a su esposo, Lorenzo Taezaz, gobernador de Harar. Dieciocho meses después, ambos regresaron cuando el papel que este desempeñaba dentro del gobierno de Haile Selassie cambió durante los preparativos para hacer frente a la invasión italiana.
También fue intérprete para periodistas extranjeros, enseñó escritura y literatura, y trabajó con el dramaturgo Yoftahe Negussie en la puesta en escena de obras escolares, incluso desde el extranjero.

### La lucha antifascista
El activismo político de Senedu se puso de manifiesto durante los momentos que antecedieron a la invasión italiana, cuando hizo uso de sus contactos con periodistas extranjeros que estaban escribiendo sobre Etiopía en ese momento. Después de la invasión, ella y sus hermanos se involucraron en la oposición activa ante las fuerzas de ocupación. Cuando su esposo se marchó al exilio junto al emperador, circunstancia que puso fin a su matrimonio, se mudó a Goré, en la provincia de Illubabor, donde se unió a cien cadetes de una academia militar y recibió entrenamiento.
Su escuadrón viajó a Neqemte, donde trató de animar a la resistencia contra los italianos y casi la capturaron. Gebru regresó a Goré, donde se unió a los Leones Negros y estableció una unidad de la Cruz Roja después de haber recibido capacitación médica. Gebru informaba a los Leones Negros sobre los movimientos de las tropas italianas. Al final, después de que contrajera neumonía, los italianos la capturaron y la interrogaron. Mientras tanto, su hermano fue asesinado el 19 de febrero de 1937. Más tarde escribió una obra de teatro sobre este hecho. Su participación "rebelde" le supuso el encarcelamiento en la isla italiana de Asinara, junto a su padre y a su hermana.
Fue repatriada a Etiopía en 1939 y estuvo brevemente casada con Dejjazmach Amede Welde. En 1941, tras la liberación del país, asumió un puesto de profesora en la escuela Weyzero Sihin, de Dessie.

### Carrera literaria
Senedu fue nombrada subdirectora de la primera escuela de niñas en Etiopía en 1943. Se convirtió en su directora dos años después, la primera vez en la historia de Etiopía en la que una mujer ocupaba esta posición. Cuando se incorporó al cargo descubrió que el anterior director, un expatriado, había representado en 1942 un pesebre viviente para el emperador donde todos los papeles eran interpretados por niñas. Cuando la nombraron directora, retomó esta tradición y llegó a escribir y producir 20 obras entre 1947 y 1955. Esta iniciativa fue una forma de ayudar a los estudiantes a mejorar sus habilidades para hablar en público.
Aboneh explica que muchas de estas obras trataban sobre la lucha antifascista, y retrataban el heroísmo y el martirio de los etíopes. También recurrió a figuras históricas, como el emperador Tewodros, el emperador Menilik y el emperador Haile Selassie, así como a temas sociales, incluidos el amor y el matrimonio. La lealtad al emperador se expresa en muchos fragmentos de estas piezas. La mayoría fueron escritas e interpretadas en amárico, pero una pequeña cantidad estaba en inglés.
Durante estos años también contribuyó al Libro de cocina de la escuela de la emperatriz Menan. En su prefacio agradece a la profesora de cocina etíope de la escuela, Yengusenesh Flatie, así como a tres extranjeros que presumiblemente contribuyeron con recetas europeas: "Miss Jean Robertson, Miss Kerstin Olausson y Mrs. Niebla de Siri".
En 1950 publicó su único libro, Ye Libbie metsihaf (El libro de mi corazón), que contenía dos de sus obras de teatro y algunos poemas. Continuó escribiendo piezas dramáticas, pero después de dejar la escuela para seguir su carrera política, el interés declinó rápidamente ya que ningún otro maestro se comprometió con esta labor.

### Carrera política y activismo
En 1957, Senedu Gebru ocupó un escaño en el Parlamento de Etiopía, convirtiéndose en la primera mujer en hacerlo. Fue nombrada vicepresidenta de la Cámara de Diputados el 22 de noviembre. En 1960 asumió como vicepresidenta del Senado y en 1966, como secretaria general del Ministerio de Asuntos Sociales.
Durante estos años abogó por la paridad total entre hombres y mujeres, incluso llegó a impugnar artículos del Código Civil de 1960 que otorgaban al marido el derecho a elegir el lugar de residencia. Sin embargo, recibió poco apoyo y Fitawrari Zewde Otero, parlamentario en ese momento, la reconoció diciendo: "Puede que sea la única mujer representante hoy, y pueden ignorar lo que estoy diciendo, pero habrá un momento en que haya más mujeres en el parlamento y esta ley llegará".
Se casó por tercera vez con el comandante Aseffa Lemma, quien se desempeñó como cónsul de Etiopía en Adén. En ese tiempo ella lo visitaba, pues nunca se mudó a esta ciudad de Yemen. En 1969, la designaron agregada educativa, un cargo que ocupó durante unos dos años.
Senedu Gebru fue activista durante toda su vida en varias organizaciones, incluida la Asociación de Bienestar de Mujeres de Etiopía, la Cruz Roja de Etiopía y la Asociación de Esposas de las Fuerzas Armadas.

### Últimos años
Senedu regresó a Etiopía en los años previos a la revolución de 1974 mientras su esposo buscaba cómo quedarse exiliado en Alemania. La revolución acabó con su carrera política, se quedó a vivir en Adís Abeba donde continuó escribiendo, siendo colaboradora habitual de la "columna de mujeres" en el periódico amárico Addis Zemen. También entregó nueve guiones teatrales al Instituto de Estudios Etíopes de la Universidad de Adís Abeba. En 2005, la universidad le otorgó un doctorado honoris causa en reconocimiento a su contribución "como una de las primeras defensoras de la emancipación de las mujeres etíopes".
Tuvo un hijo, Samuel Assefa.
Falleció el 20 de abril de 2009.